# 1730 в Україні

## Особи

### Народились
- Франциск Грохольський (1730—1792) — державний, політичний і військовий діяч Речі Посполитої, меценат. Сеймовий посол, підкоморій королівський, учасник Тарговицької конфедерації.
- Девлет IV Ґерай (1730—1780) — кримський хан у 1769—1770 та 1775—1777 рр.
- Савич Данило Васильович (1730—1763) — екстраординарний професор, викладач географії, оптики та фізики Московського університету (1757—1761), директор Казанської гімназії (1761—1763).
- Трохимовський Михайло (1730—1815) — український лікар.
- Туманський Осип Григорович (1730—1795) — український державний діяч та дипломат в уряді Кирила Розумовського. Військовий канцелярист, бунчуковий товариш, статський радник.

### Померли
- Йосиф (Виговський) — єпископ Української Греко-Католицької Церкви; з 1713 року — єпископ Луцький і Острозький.
- Юрій-Станіслав Дідушицький (1670—1730) — шляхтич руського походження, державний діяч Корони Польської в Речі Посполитій, дипломат.
- Кандиба Андрій Федорович — державний і військовий діяч Гетьманщини, сотник Конотопської сотні, полковник Корсуньського полку, генеральний суддя.
- Йосиф (Левицький) — єпископ Української Греко-Католицької Церкви; василіянин, з 1711 року — єпископ Холмський і Белзький.
- Милорадович Гаврило Ілліч — Гадяцький полковник в 1727—1729 роках.
- Стефан Потоцький (референдар) (1665—1730) — польський шляхтич, військовик, урядник та державний діяч Речі Посполитої, меценат.

## Засновані, зведені
- Костел Внебовзяття Пресвятої Діви Марії (Турка)
- Трапезна церква Софійського монастиря
- Миколаївська церква (Синява)
- Оброшинський дендропарк
- Церква Успіння Пречистої Богородиці (Топільниця)
- Церква Покрови Пресвятої Богородиці (Нирків, УГКЦ)
- Будинок консисторії
- Богданівка (Яготинський район)
- Велика Рогозянка
- Верхній Бишкин
- Верхня Дуванка
- Вільне (Балаклійський район)
- Коптевичівка
- Лазуківка
- Лозовенька
- Лопатичі
- Мар'янівка (Поліський район)
- Містки (Сватівський район)
- Мовчанівка (Ружинський район)
- Нова Серпухівка
- Стрільцівка
- Ясногірка (Сарненський район)